# WHITE CLARITY
『WHITE CLARITY』（ホワイトクラリティ）は、2005年7月22日にACTRESSのブランドWHITE CLARITYより発売されたアダルトゲーム。同年12月29日にはプリンセスソフトからPlayStation 2版『WHITE CLARITY 〜And,The tears became you〜』も発売された。

## 概要
中世ヨーロッパをモチーフとした国のある田舎町を舞台に、とある貴族の屋敷へ奉公にやってきた少年とアルビノの少女との交流を軸に描かれる物語。
背景音楽に弦楽器（ヴァイオリン、ヴィオラ、チェロ）の演奏を用いているのが特徴である。
PS2版では性描写がカットされている以外に物語に大きな違いは無いが、アルビノが「ルナリィ」という名称に変更されている。

## あらすじ
物語の舞台となる国では、かつてアルビノの人間を「月の使い」として信仰する文化があった。しかし50年前、革命により新たな政府が発足すると同時に、かつての政府の指導者が熱心なアルビノ信仰を行っていたことから、それまで信仰されていたアルビノは「旧政府の象徴」「悪魔の使い」とされるようになり、一転して迫害の対象となってしまう。
この国の孤児院で育った少年・ユウは、ある日孤児院の院長から町外れに住む貴族・セモンの屋敷で働いてみないかと頼まれる。セモンは名士として地元の敬意を受ける人物であったが、町外れに居を構えて隠居していることから変わり者だとも言われていた。頼みを引き受けたユウは翌日セモンの屋敷を訪れ、そこで住み込みで働くことになり、使用人のレムや、ユウ同様孤児院で育ち、現在はメイドとして屋敷で働いているシア、そしてことある毎に孤児院から屋敷へ遊びにやってくる妹分の少女ナナと共に、忙しくも明るい日々を過ごす。
そんなある日の夜、封鎖されている屋敷の地下室の鍵を偶然手に入れたユウは、密かに地下室へ入り、そこで白い髪と肌を持つアルビノの少女と出会う。

## シナリオ構成
シナリオは序章から始まり、6章+終章で構成され、プレイヤーの選択次第で6章からそれぞれのルートに分岐する。三人のヒロインにそれぞれのシナリオが用意されており、複数のエンディングが存在する。一周目はリノ編のメインルートで固定であり、分岐可能になるのは二周目以降である。選択肢を間違えたり、相手キャラの好感度が足りない場合はバッドエンドになる事もある。
リノルート
メインヒロインであるリノを中心とする本筋のルート。一周目は必ずこのルートをプレイする事になり、最後は悲劇的な結末で終わる。メインルート以外にも二つのルートが用意されているが、いずれもハッピーエンドを迎える事は無い。シア、ナナのルートを含めた全てのルート攻略後、メインルートから更に四番目のルートへ分岐可能になり、トゥルーエンドを迎える事が出来る。
シアルート
サブヒロインのシアのルート。二周目以降から分岐可能。シアの出生やセモンの秘密が明かされるシナリオとリノルートに準じたシア中心のシナリオの二種類がある。
ナナルート
サブヒロインのナナのルート。同じく二周目以降から。もう一人のアルビノであるリアが登場するシナリオとリノルートに準じたナナ中心のシナリオの二種類がある。
エピローグ
リノ編トゥルーエンドを迎えた後、タイトル画面から選択可能。位置付けは「最終章」となっている。同エンディングの後のエピソードであり、ハッピーエンド的な後日談が描かれ、物語が完結する。
PS2版では性行為のシーンが無い代わり、ユウとリノ以外のキャラの後日談も描かれている。

## 登場人物
ユウ
本作品の主人公。孤児院で育った少年。年の割には子供っぽい性格。院長の頼みでセモンの屋敷に奉公することになり、そこで好奇心から地下室に入った際にリノと出会い、彼女と交流することになる。
リノ
声：伊藤麻衣
本作品のメインヒロインで、物語のキーパーソン。セモンの屋敷の地下室に幽閉されているアルビノの少女。ユウが教えた「くっきー」と言う言葉以外を話すことができず、感情の起伏も少ない。
シア
声：はるかめぐみ
本作品のヒロインの一人。セモンの屋敷で働いているメイド。ユウやナナ同様孤児院の出身で、二人とは面識があり、姉のように慕われている。おっとりした性格で、いつも穏やかな笑みを浮かべている。実はセモンの妹。
ナナ
声：鈴田美夜子
本作品のヒロインの一人。孤児院で育った少女で、ユウを兄のように慕っている。快活な性格で、ことあるごとにユウについて回る。反面そそっかしい一面を持ち、物語の中盤では様々なトラブルを引き起こしてしまう。ネズミが苦手。
セモン
声：岡野浩介
街外れに隠居する貴族の男性。屋敷に閉じこもり、滅多に人前に姿を現さないことから「変わり者」と噂されている。ひょうきんな性格をしており、初対面のユウにも気さくに接する。知的な印象を与える優男だが意外にも腕っぷしは強い。
レム
声：堀内賢雄
セモンの屋敷で働いている使用人。壮年の男性で、セモンの親の代からセモンの屋敷に仕えている。
くっきー
リノのそばに寄り添うアルビノのフェレット。名前の「くっきー」はリノが唯一喋れる言葉である。
マーディ
声：黒岩圭介
リノを捕えに来る警備隊隊長。仕事には厳しいが、情に厚い人物。娘がいる。
リア
物語の終盤で登場する、もう一人のアルビノの人物。口調こそ堅いが気さくな性格の男性。特定のシナリオでのみ登場し、リノの体を借りる形でユウの前に現れる。

## アルビノ伝説
作中の舞台で語り継がれている、アルビノに関する伝説。
はるかな昔、まだ世界が暗闇に覆われていた頃、神は暗い世界を照らすために太陽と月を作った。明るい光を持つ太陽は多くの生物に祝福され、彼らと共に暮らし始める。しかし、太陽のような明るい光を持つことが出来なかった月は孤独なままだった。やがて月は孤独に耐えられなくなり、涙を流す。その涙の美しさに心を奪われた神は、月が流した涙を拾い上げるとそれに命を与えて自らの使いとした。こうして生まれた神の使いがアルビノの人間であり、彼らが全身真っ白なのは、月の白銀の光で作られているからなのだという。
この伝説には続きがあり、アルビノの人間たちは月の光から生まれたため夜しか生きることが出来ず、太陽の光を浴びると溶けて消えてしまうといわれている。

## スタッフ
- 企画・原案：瀬戸内愁沙
- 原画：庄名泉石
- シナリオ：永里しの (PC)、神無月如月 (PS2)
- 音楽：PRIMARY STUDIO

## 主題歌
「WHITE CLARITY 〜 And, The tears became you.」
作詞・作曲：藤岡央 / 歌：藤みさき
挿入歌「Wishing there was some kind of heaven」
作詞：初白沙菜 / 作曲：藤岡央 / 歌：藤みさき

## 公式サイト
- 「WHITE CLARITY」公式サイト
- 「WHITE CLARITY 〜And,The tears became you〜」公式サイト（インターネットアーカイブ）